# José Luis Morales Nogales
José Luis Morales Nogales (Madrid, 23 luglio 1987) è un calciatore spagnolo, attaccante del Levante.
Ha legato la maggior parte della sua carriera professionistica al Levante, di cui è sia il quarto giocatore con più presenze di sempre (311), sia il miglior marcatore nella massima serie spagnola (con 63 reti).

## Biografia
È nato a Madrid (uno di quattro figli), ma è cresciuto nel comune di Getafe.
È stato soprannominato "El Comandante" dai tifosi del Levante, grazie al carisma mostrato dentro e fuori dal campo. Lo stesso calciatore ha fatto spesso riferimento al soprannome con la sua esultanza tipica, che mima il classico saluto militare.
Durante la sua infanzia, ha praticato il karate, prima di passare al calcio a 5 e, infine, cimentarsi con il campo a undici.

## Caratteristiche tecniche
È un'ala sinistra, capace di giocare anche da centravanti. Destro naturale, ma abile anche con il mancino, è molto veloce e dotato di ottime abilità nel dribbling, nonché di buone doti tecniche.
Le sue caratteristiche gli hanno consentito di segnare diversi gol spettacolari durante la sua carriera.

## Carriera
Nato a Madrid, a undici anni Morales ottiene la possibilità di sostenere un provino con il Real Madrid, che tuttavia non ha buon esito. Dopo essere cresciuto nel Brunete, centro di formazione giovanile nei pressi di Getafe, nel 2006 il giocatore si unisce al Parla, allora squadra della Tercera División, con cui debutta in prima squadra a 19 anni e gioca per quattro stagioni.
Nell'estate del 2010, Morales passa a titolo definitivo al Fuenlabrada, nella stessa categoria. Nella sua unica stagione con il club, segna venti reti, con la squadra che ha concluso la stagione all'ottavo posto nel girone regionale.
Dopo essere stato notato da un osservatore del Levante, Juan Luis Mora, il 1º luglio del 2011 Morales si unisce ufficialmente al club di Valencia. Viene inizialmente aggregato alla seconda squadra, l'Atlético Levante, e nella sua prima annata contribuisce, insieme al compagno di reparto Roger Martí, alla promozione della formazione in Segùnda Divisiòn B.

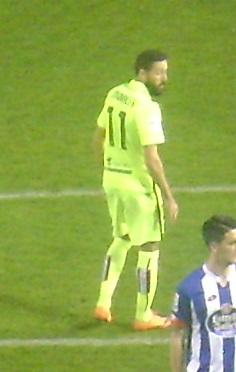
Morales durante un incontro con il nel 2016.

Dopo un'altra stagione con la formazione cadetta, nell'aprile del 2013 Morales rinnova il proprio contratto con il Levante fino al 30 giugno 2015, venendo ufficialmente promosso in prima squadra. Il 30 luglio 2013, viene ceduto in prestito secco all'Eibar, squadra della seconda serie nazionale. Debutta ufficialmente fra i professionisti il 18 agosto 2013, a 26 anni, giocando da titolare la partita vinta per 2-1 contro il Real Jaén. Il 27 ottobre successivo, invece, segna la sua prima rete da professionista nel successo per 2-0 sul Barcellona B. Pur avendo segnato solo tre gol in campionato, contribuisce alla prima promozione della squadra basca in massima serie.
Tornato in pianta stabile al Levante in vista della stagione 2014-2015, Morales fa il suo esordio in Liga il 30 agosto del 2014, in occasione della sconfitta per 3-0 sul campo dell'Athletic Bilbao. Segna la sua prima rete in campionato il 4 ottobre seguente, in occasione dell'incontro pareggiato per 3-3 contro l'Eibar. Il 29 maggio del 2015, il giocatore rinnova il proprio contratto con la società valenciana fino al 30 giugno 2019.
In seguito alla retrocessione del Levante in seconda serie nel 2016, Morales contribuisce attivamente all'immediato ritorno in Liga della squadra blaugrana nell'annata seguente. Nella stagione 2017-2018, invece, l'attaccante risulta il capocannoniere della sua squadra in campionato, segnando dieci reti; il 23 aprile 2018, segna il gol del 3-1 finale contro l'Athletic Club, con un'azione individuale partita dalla propria metà campo; il 7 maggio seguente, invece, apre le marcature della gara in casa del Leganés (poi vinta per 3-0), diventando nell'occasione il miglior marcatore del Levante nella massima serie nazionale. Nella stagione successiva, Morales segna dodici reti; il 17 agosto 2018, segna due gol nella partita contro il Betis, uno dei quali arrivato al termine di una cavalcata di 74 metri, lungo cui il calciatore ha scartato quattro avversari prima di concludere in porta.
In vista della stagione 2019-2020, in seguito alla partenza di Pedro López, l'attaccante ottiene la fascia di capitano del Levante; Il 22 febbraio del 2020, segna il gol della vittoria per 1-0 nella partita contro il Real Madrid, convertendo un cross del compagno Nikola Vukčević in un tiro al volo da posizione defilata.
Nelle stagioni 2020-2021 e 2021-2022, l'attaccante va nuovamente in doppia cifra in campionato: nel primo caso, contribuisce alla salvezza della squadra, che raggiunge anche le semifinali di Coppa del Re, poi perse contro l'Athletic Bilbao; nella seconda annata, invece, i blaugrana retrocedono nella serie cadetta con due giornate d'anticipo. In otto stagioni consecutive con il club valenciano, Morales ha disputato 311 partite, segnando 69 reti e servendo 43 assist. Al momento della sua partenza, risultava il secondo giocatore del club con più presenze nei campionati professionistici (dietro soltanto a Félix Ettien), il quarto nella classifica generale, e il miglior marcatore nella Liga (con 63 reti).
Il 24 giugno 2022, viene ufficializzato il suo passaggio a titolo definitivo al Villarreal, sempre in Liga, con cui firma un contratto biennale. Il 6 ottobre seguente, dopo essere subentrato nel secondo tempo dell'incontro con l'Austria Vienna, valida per la fase a gironi di UEFA Europa Conference League, segna una tripletta, contribuendo così alla vittoria finale per 5-0.
Il 5 luglio 2024, Morales ritorna a titolo definitivo al Levante, in seconda serie, con cui firma un contratto annuale, con opzione per un'ulteriore stagione.

## Statistiche
Statistiche aggiornate al 25 maggio 2024.
| Stagione          | Squadra           | Campionato        | Campionato | Campionato | Coppe nazionali | Coppe nazionali | Coppe nazionali | Coppe continentali | Coppe continentali | Coppe continentali | Altre coppe | Altre coppe | Altre coppe | Totale | Totale |
| Stagione          | Squadra           | Comp              | Pres       | Reti       | Comp            | Pres            | Reti            | Comp               | Pres               | Reti               | Comp        | Pres        | Reti        | Pres   | Reti   |
| ----------------- | ----------------- | ----------------- | ---------- | ---------- | --------------- | --------------- | --------------- | ------------------ | ------------------ | ------------------ | ----------- | ----------- | ----------- | ------ | ------ |
| 2012-2013         | Levante B         | SD                | 38+2       | 8+0        | -               | -               | -               | -                  | -                  | -                  | -           | -           | -           | 40     | 8      |
| 2013-2014         | Eibar             | SD                | 38         | 3          | CR              | 2               | 0               | -                  | -                  | -                  | -           | -           | -           | 40     | 3      |
| 2014-2015         | Levante           | PD                | 36         | 3          | CR              | 0               | 0               | -                  | -                  | -                  | -           | -           | -           | 36     | 3      |
| 2015-2016         | Levante           | PD                | 35         | 7          | CR              | 1               | 0               | -                  | -                  | -                  | -           | -           | -           | 36     | 7      |
| 2016-2017         | Levante           | SD                | 40         | 4          | CR              | 0               | 0               | -                  | -                  | -                  | -           | -           | -           | 40     | 4      |
| 2017-2018         | Levante           | PD                | 35         | 10         | CR              | 4               | 2               | -                  | -                  | -                  | -           | -           | -           | 39     | 12     |
| 2018-2019         | Levante           | PD                | 37         | 12         | CR              | 1               | 0               | -                  | -                  | -                  | -           | -           | -           | 38     | 12     |
| 2019-2020         | Levante           | PD                | 38         | 4          | CR              | 3               | 0               | -                  | -                  | -                  | -           | -           | -           | 41     | 4      |
| 2020-2021         | Levante           | PD                | 38         | 13         | CR              | 7               | 1               | -                  | -                  | -                  | -           | -           | -           | 45     | 14     |
| 2021-2022         | Levante           | PD                | 35         | 13         | CR              | 1               | 0               | -                  | -                  | -                  | -           | -           | -           | 36     | 13     |
| 2022-2023         | Villarreal        | PD                | 29         | 7          | CR              | 3               | 2               | UECL               | 2+8                | 2+4                | -           | -           | -           | 42     | 15     |
| 2023-2024         | Villarreal        | PD                | 29         | 7          | CR              | 3               | 2               | UEL                | 6                  | 1                  | -           | -           | -           | 38     | 10     |
| Totale Villarreal | Totale Villarreal | Totale Villarreal | 58         | 14         |                 | 6               | 4               |                    | 16                 | 7                  |             | -           | -           | 80     | 25     |
| 2024-2025         | Levante           | SD                | 13         | 3          | CR              | 1               | 1               | -                  | -                  | -                  | -           | -           | -           | 14     | 4      |
| Totale Levante    | Totale Levante    | Totale Levante    | 307        | 69         |                 | 18              | 4               |                    | -                  | -                  |             | -           | -           | 325    | 73     |
| Totale carriera   | Totale carriera   | Totale carriera   | 405        | 94         |                 | 26              | 8               |                    | 16                 | 7                  |             | -           | -           | 447    | 109    |

## Palmarès
- Segunda División: 3

Eibar: 2013-2014
Levante: 2016-2017, 2024-2025